# マリサッカー連盟
マリサッカー連盟（マリサッカーれんめい、英: Mali Football Federation, 仏: Fédération Malienne de Football）は、マリにおけるサッカーを統括する競技運営団体。略称はFMF。国際サッカー連盟（FIFA）およびアフリカサッカー連盟（CAF）に加盟している。

## 主な運営・組織
- サッカーマリ代表
- サッカーマリ女子代表
- マリアン・プレミエール・ディヴィジョン（英語版）
- マリアン・カップ（英語版）
- スーペル・クープ・ナショナル (マリ)（英語版）